# マクシミリアーネ・フォン・ランベルク
アンナ・アロイジア・マクシミリアーネ・ルイーゼ・フォン・ランベルク（Anna Aloysia Maximiliane Louise Gräfin von Lamberg, 1676/77年頃 - 1738年6月28日）は、1696年から1699年までポーランドとザクセンの統治者アウグスト強王の妾だった女性。王との別離後も元ポーランド王子アレクサンデル・ベネディクト・ソビェスキと関係を結んだ。一般的には、最初の夫の姓をドイツ語風に転記したエスターレ伯爵夫人（Gräfin Esterle）の呼び名で知られている。

## 出自・親族関係
オーストリア・クライン地方の貴族フリードリヒ・フォン・ランベルク伯爵（1648年 - 1686年）とその最初の妻の伯爵令嬢マリア・フランツィスカ・テレジア・ヒザーレ・フォン・ホーダウ（1684年没）の娘。正確な生年は不明である。ハプスブルク帝国の外交官・閣僚ヨハン・マクシミリアン・フォン・ランベルク伯爵は祖父、皇帝ヨーゼフ1世の寵臣レオポルト・マティアス・フォン・ランベルク侯爵は従兄にあたる。母方のヒザーレ・フォン・ホーダウ家（ヒズレ・ズ・ホドゥ家）はボヘミア貴族の家柄だった。
1695年母方の親族で帝室財務官の1人フランツ・ミヒャエル・ヒザーレ・フォン・ホーダウ伯爵（1649年 - 1709年）と最初の結婚をするが、2年後の1697年に婚姻を解消。翌1698年11月1日帝室財務官・帝室顧問官のグスタフ・ハンニバル・フォン・オッペルスドルフ伯爵（1744年没）と再婚した。マクシミリアーネは1698年男の子を出産したが、すぐに亡くなっている。この子は2番目の夫の子ではなく、愛人のアウグスト強王の胤と考えられている
。彼女は最初の夫のチェコ語の姓「ヒザーレ／ヒズレ（Hiserle/Hýzrle）」の、ドイツ語転記の際の表記の揺れにより生じた「エスターレ（Esterle）」の名で知られるようになる。

## アウグスト強王との出会い
ザクセン選帝侯のアウグストがエスターレ伯爵夫人と出会ったのは1696年8月、皇帝レオポルト1世がウィーンで開いた宮廷舞踏会でのことだった。伯爵夫人は長身、金髪、享楽的で魅力的な女性だった。ザクセン選帝侯の求愛に応えた褒美として伯爵夫人には4万グルデンの大金が贈られた。伯爵夫人の夫は帝室財務官と地位のある人だったので選帝侯も無碍には出来ず、年額2万グルデンの手当金が与えられ、選帝侯との間の協定が結ばれた。既婚女性と君主との愛人関係ではよくあるように、伯爵夫人の夫は妻に対する結婚生活上の全ての権利を放棄させられたが、将来夫人と選帝侯との間に生まれた子には夫の姓を名乗らせる、というものだった。
選帝侯の正妃クリスティアーネ・エーバーハルディーネ、当時の公妾アウローラ・フォン・ケーニヒスマルクは、1696年10月にそれぞれ選帝侯の息子を出産したが、伯爵夫人との蜜月を楽しみたい選帝侯はドレスデンへの帰宅を延期した。12月、選帝侯は新しい愛人エスターレ伯爵夫人を伴って宮廷に帰還した。選帝侯は自分の妻と母親にエスターレ夫人を紹介したが、両者の妾に対する態度は非常に冷淡だった。伯爵夫人は選帝侯夫人と母君の敵意に対して高慢と挑発的なウィーン宮廷の洗練ぶりの顕示で応酬した。伯爵夫人は強欲で打算的なことで知られ、自分の経済的利益に非常に敏感であり、アウグスト強王にとっては最も金のかかった愛人だった。

## 公妾
当時の公妾は宮廷における一種の職務であり、収入や特権を伴った。前任者のアウローラ・フォン・ケーニヒスマルクは選帝侯の母アンナ・ソフィーの好意を得て、ドレスデンの宮廷社会の一員として認められることができたが、エスターレ伯爵夫人はドレスデン宮廷から排除されていた。伯爵夫人は新たな宮廷の女主人となる野心から、選帝侯がポーランド王位の獲得を目指すことを強く支持した。1697年7月、アウグスト強王は初めてポーランド国境に侵入したが、エスターレ夫人も同行していた。1697年9月15日、アウグストはクラクフでポーランド王として戴冠、エスターレ伯爵夫人も妾でありながら、ポーランド宮廷において新王の身分違いの妻の役割を演じた。
エスターレ夫人は1699年まで公妾の地位に留まった。ポーランド貴族たちは強欲な彼女に辟易し、ポーランド人女性をエスターレ夫人に代わる王の新しい妾として当てがうことにした。ルボミルスカ公爵夫人カタリーナ・フォン・アルテンボックムに白羽の矢が立った。エスターレ伯爵夫人は複数のポーランド人廷臣との不貞といういわれのない罪を被せられ、ポーランド王宮廷での好ましからざる人物として、24時間以内にポーランド国外へ退去するよう命じられた。
エスターレ夫人はその後ブレスラウに移り、今度は資産家の元ポーランド王子アレクサンデル・ベネディクト・ソビェスキの愛人となった。1725年、ブレスラウに投資の目的で自邸オッペルスドルフ宮殿（Oppersdorff-Palais）を建設している。

## 引用
1. ↑  "Lamberg 7". 2014年4月7日閲覧。
2. ↑  "Böhmischer Adel" (PDF). 2014年4月7日閲覧。
3. ↑  Reinhard Delau: August der Starke und seine Mätressen. Dresden 2005, S. 47.
4. ↑  Roman von Procházka: Genealogisches Handbuch erloschener böhmischer Herrenstandsfamilien. Neustadt an der Aisch, 1973, ISBN 3-7686-5002-2, S. 115: Stammfolge Hi(e)serle von Chodau
5. ↑  "Anna Constantia Reichsgräfin von Cosel". 2013年3月11日時点のオリジナルよりアーカイブ。2014年4月7日閲覧。
6. ↑  Georg Piltz: August der Starke. Berlin 1986, S. 285, 286, 290.
7. ↑  "August der Starke". 2016年12月3日時点のオリジナルよりアーカイブ。2014年4月7日閲覧。
8. ↑  Reinhard Delau: August der Starke und seine Mätressen. Dresden 2005, S. 47, 50, 51.
9. ↑  Reinhard Delau: August der Starke und seine Mätressen. Dresden 2005, S. 58–60.
10. ↑  Eleanor Herman: Sex with Kings: 500 Years of Adultery, Power, Rivalry, and Revenge. HarperCollins, New York 2004, ISBN 0-06-058543-9.
11. ↑  "Odkrywamy Wrocław: Pałac Oppersdorfów" (ポーランド語). 2014年4月7日閲覧。